# علی اکبری (نماینده بجنورد)
علی اکبری نماینده مردم بجنورد و مانه و سملقان و جاجرم، در دهمین دوره مجلس شورای اسلامی بود.

## نماینده بجنورد در مجلس دهم
در دهمین دوره انتخابات مجلس شورای اسلامی، علی اکبری، در لیست ائتلاف فراگیر اصلاح طلبان: گام دوم قرار داشت و توانست با کسب ۱۰۳٬۰۴۶ رای از مجموع ۲۶۰٬۳۷۱ رای ماخوذه صحیح راهی مجلس دهم شود.